# Vilshanka (huyện)
Huyện Vilshanka (tiếng Ukraina: Вільшанський район, chuyển tự: Vilshankas'kyi raion) là một huyện của tỉnh Kirovohrad thuộc Ukraina. Huyện Vilshanka có diện tích 645 kilômét vuông, dân số theo điều tra dân số ngày 5 tháng 12 năm 2001 là 16401 người với mật độ 25 người/km2. Trung tâm huyện nằm ở Vilshanka.